# Цена страха (фильм, 1956)
«Цена страха» (англ. The Price of Fear) — фильм нуар режиссёра Эбнера Бибермана, который вышел на экраны в 1956 году.
Фильм рассказывает о совладельце стадиона для собачьих бегов Дейве Барретте (Лекс Баркер), бизнес которого решает отобрать местный гангстер, подставив Дейва в убийстве своего партнёра. Помимо этого, некая бизнес-леди (Мерл Оберон), которая сбила на дороге человека, пытается повесить это преступление на Дейва, в итоге его собираются обвинить сразу в двух убийствах, которые произошли приблизительно в одно и то же время, но в разных местах. В конце концов, с помощью знакомого детектива полиции Дейв разоблачает настоящих преступников.
Критики обратили внимание на напряжённую интригу и увлекательные сюжетные повороты картины, при этом отметив, что в ней слишком много случайных совпадений, чтобы выглядеть правдоподобной.

## Сюжет
Совладелец стадиона для собачьих бегов Дейв Барретт (Лекс Баркер) узнаёт, что гангстер Фрэнки Эдейр (Уоррен Стивенс) выкупил долю его партнёра Лу Белдена (Тим Салливан). Приехав в клуб «Интермеццо», которым владеет Эдейр, Дейв заявляет ему, что отказывается иметь с ним дело, на что Фрэнки предлагает Дейву уступить и свою долю тоже. Возмущённый Дейв уходит, встречая у барной стойки Лу, который просит у бывшего партнёра прощения, что действовал за его спиной, однако показывает, что его заставили продать свою долю силой. Тем не менее, разгневанный Дейв набрасывается на него, заявляя на глазах у множества посетителей клуба, что убьёт его, если они когда-либо встретятся снова. Фрэнки выпроваживает Дейва из клуба, после чего тот ловит такси и уезжает, по дороге замечая, что вслед за ним едет подручный Фрэнки по имени Винс Бёртон (Филлип Пайн). Тем временем красивая и успешная бизнес-леди, консультант в сфере инвестиций Джессика Уоррен (Мерл Оберон) выходит из клуба «Домино», и в весёлом состоянии подпития садится за руль своего кабриолета. Проезжая по пустынным улицам жилого квартала, она не замечает пожилого профессора Эмилио Ферранти (Кен Террелл), который вышел на проезжую часть, чтобы забрать свою собаку. Джессика случайно сбивает мужчину, который подаёт признаки жизни, после чего после нескольких секунд раздумий уезжает с места аварии, оставив старика без помощи. По дороге она решает всё-таки сообщить о случившемся в полицию, и останавливается на АЗС около телефона-автомата. Пока она набирает номер и ждёт соединения, на АЗС заезжает такси с Дейвом, который, скрываясь от погони, практически на ходу выпрыгивает из машины, и, увидев автомобиль Джессики, недолго думая, садится в него и скрывается от погони. Увидев, как уезжает её машина, Джессика мгновенно решает вместо заявления о наезде сообщить об угоне её автомобиля. Узнав, что Дейву удалось скрыться, Фрэнки решает убить Лу, чтобы свалить его убийство на Дейва и завладеть его долей в бизнесе. Фрэнки напаивает Лу, а затем выводит его через служебный вход на задворки ресторана, где подручные гангстера убивают Лу из ружья. Тем временем Дейв видит в бардачке автомобиля карточку с именем и данными владельца, мысленно благодаря её за спасение. Однако вскоре после объявления машины Джессики в розыск дорожная полиция находит машину вместе с Дейвом, отправляя угонщика в участок.
Тем временем в полицию поступает информация об убийстве Лу, и лейтенант Джим Уолш (Дэн Рисс) поручает расследование этого дела сержанту отдела убийств Питу Кэрроллу (Чарльз Дрейк), который является хорошим другом Дейва. На основании показаний свидетелей, слышавших, как Дейв угрожал Лу, лейтенант сразу выдвигает версию, что убийство совершил Дейв, однако Пит в это не верит. В отдел доставляют владельца ломбарда Боласны (Константин Шейн), который заявляет, что вчера вечером Дейв купил у него ружьё, говоря, что узнал его, так как не раз видел его фото в статьях о собачьих бегах. В коридоре Пит встречает Дейва, который был задержан за угон и не знает об убийстве Лу. После того, как Пит говорит другу, что не верит в его виновность и обещает во всём разобраться, к нему подходит криминалист, сообщающий, что судя по разбитому фонарю, на угнанной машине вечером было совершено ещё одно преступление — был сбит Эмилио Ферранти, который сейчас в тяжёлом состоянии находится в больнице. Пит сообщает Дейву, что теперь он подозревается в трёх преступлениях — убийстве Лу, наезде на Ферранти и в угоне автомобиля. Однако, как замечает Пит, Дейв не может быть причастен и к убийству, и к наезду, так как они произошли в разных частях города приблизительно в одно и то же время. На допросе, где присутствуют Дейв и дочь сбитого профессора Нина (Джиа Скала), Джессика категорически заявляет, что её машину угнали от клуба «Домино», после чего Дейва задерживают по подозрению в том, что он угнал автомобиль и затем сбил человека.
На следующее утро, заплатив залог, Дейв приезжает в офис к Джессике, напоминая, что сел в её автомобиль на АЗС, а не у клуба, как она заявила в полиции. Однако, учитывая, что жертва аварии жива, Дейв говорит, что предпочёл бы отвечать за угон и наезд, чем за умышленное убийство Лу, подчёркивая, что в этом смысле у них общие интересы. Накануне рассмотрения дела в суде, несмотря на признание Дейва, прокурор неожиданно отзывает обвинительное заключение по делу о наезде, предполагая, что Дейв хочет использовать дело о наезде как алиби по делу об умышленном убийстве Лу. После заседания Джессика говорит Дейву, что верит в его невиновность и приглашает на ужин, что приводит к началу близких отношений между ними. На следующее утро Джессику дома навещает Пит, заявляя, что прокурор собирается обвинить Дейва в убийстве Лу. Далее Пит говорит, что Дейв в момент наезда убегал от бандитов, и потому не мог угнать машину от клуба «Домино». Значит, он «позаимствовал» её в каком-то в каком-то другом месте, что очень странно, так как маловероятно, чтобы в течение часа машину Джессики угнали дважды. Когда приходит Дейв, Пит сообщает, что в его квартире произвели обыск, однако орудия убийства там не нашли. После ухода Пита Джессика говорит Дейву, что детектив думает, что это она совершила наезд, а затем, глядя Дейву в глаза, заявляет, что она этого не делала. Дейв отвечает, что верит ей, после чего заявляет, что у него есть алиби на оба преступления, поскольку как в момент убийства, так и в момент наезда он ехал в такси и запомнил имя таксиста — Макнэб (Стаффорд Репп). Дейв уверен, что таксист подтвердит его алиби, однако Джессика как будто этому не рада. В конце концов, они обнимаются, и Дейв обещает ей, что со всем разберётся.
Джессика направляется в таксопарк, выясняя у диспетчера, что таксист Макнэб уже несколько дней не появляется на работе. После её ухода диспетчер, который работает на гангстеров, сразу же звонит Фрэнки, сообщая о её визите. Когда после работы Джессика садится в машину, к ней подходит Фрэнки, предлагая поговорить. Они отъезжают в тихое место, где Фрэнки заявляет, что им обоим нужен Макнэб — ей, чтобы обеспечить алиби Дейву, а ему — чтобы засадить его по делу Лу. В ходе разговора Фрэнки вдруг понимает, что на самом деле Джессика хочет найти Макнэба, чтобы уговорить его молчать, так как его показания снимут вину с Дейва и косвенно укажут на неё как на виновницу наезда. И тогда он начинает шантажировать Джессику, требуя, чтобы она держала под контролем поиски Макнэба, который ведёт Дейв. На следующее утро Фрэнки присылает Джессике подарочную коробку с оружием, из которого был застрелен Лу. Вскоре приходит Дейв, который немедленно звонит Питу, которому по служебным каналам уже поступила наводка на оружие. Пит приезжает и увозит коробку. Вскоре в ломбард Баласны заходит Винс, напоминая, что тот должен выполнять указания Фрэнки. В этот момент к ломбарду подходят Пит и Дейв. Пит представляется Дейвом и показывает ружьё, которое он вчера якобы купил. Становится ясно, что Боласны не знает Дейва в лицо и значит никогда его не видел. Владелец ломбарда всячески отнекивается, одновременно давая понять, что их разговор слушает человек Фрэнки, который спрятался за занавеской. Когда Пит заходит в подсобное помещение, то видит лишь убегающего гангстера.
Фрэнки звонит в офис Джессики, сообщая, что с Дейва сняли обвинения в убийстве Лу, после чего заявляет, что с его стороны больше не будет подарков. Джессика предлагает подставить Дейва в наезде и тем самым засадить его на несколько лет, на что гангстер категорически возражает. Он рекомендует убрать Дейва из города, на что Джессика отвечает, что сделает всё по-своему. В Департаменте занятости Дейв получает домашний адрес Макнэба, сообщая об этом Джессике, которая вызывается пойти вместе с ним. Дома их встречает жена Макнэба Рут (Мэри Филд), которая заявляет, что мужа уже несколько дней нет дома. Улучив момент, Джессика незаметно передаёт Рут тысячу долларов и записку с просьбой, чтобы она Дейву ничего не рассказывала. После их ухода из задней комнаты появляется Макнэб, говоря, что раз дают такие деньги, то значит, им есть что скрывать. Когда Дейв возвращается домой, то видит там Нину, которая сообщает о смерти отца. Дейв клянётся, что он не виновен и докажет это, однако Нина ему не верит и говорит, что он будет наказан. Тем временем дома Макнэб говорит жене, что Дейв не убивал Лу, так как в момент убийства ехал в его машине. Мучимый совестью, он собирается позвонить в полицию и всё рассказать. Когда Рут по его просьбе уходит в магазин за выпивкой, Макнэб звонит Дейву и Нина слышит, как таксист подтверждает невиновность Дейва. В этот момент в квартиру заходит Винс и убивает Макнэба ножом.
К Джессике приходит довольный Фрэнки, сообщая, что Макнэба больше нет, а значит им обоим больше ничто не угрожает. Со словами, что теперь она в его команде, Фрэнки хватает Джессику за руку, но, получив пощёчину, уходит. После него появляется Дейв, в ходе разговора замечая, что Джессике уже известно об убийстве Макнэба. Дейв говорит, что после звонка Макнэба поехал к нему домой, но обнаружил там лишь его тело. Джессика рассказывает, что Макнэба убил Фрэнки, который сегодня заходил и рассказал об этом. На вопрос Дейва, зачем он приходил, Джессика отвечает, что хотел заставить её молчать, чтобы обеспечить себе алиби. В этот момент в квартире появляется Рут Макнэб, обвиняя Джессику в убийстве её мужа. Жена таксиста рассказывает Дейву, что Джессика дала ей тысячу долларов за то, чтобы она молчала. Однако после того, как Джессика обещает дать ей ещё денег, удовлетворённая миссис Макнэб уходит. Дейв догадывается, что Джессика дала денег жене Макнэба, чтобы скрыть собственное преступление. Несмотря на это, Джессика по-прежнему не признаёт вины в наезде, однако признаёт, что Фрэнки силой и угрозами заставил её помогать ему. Дейв требует, чтобы она завтра же пошла в полицию и обо всём честно рассказала. После того, как Джессика обещает сделать это, они обнимают и целуют друг друга. Дейв обещает её не сдавать, заявляя, что она должна сама пойти и обо всём рассказать, после чего уходит.
На следующее утро Нина, которая теперь верит Дейву, приходит, чтобы ему помочь. В этот момент по телефону звонит Джессика с просьбой дать ей ещё пару дней, после чего сообщает, что через полчаса уезжает из города, называя номер поезда. Дейв и Нина немедленно приезжают на вокзал. Пока Дейв бежит за отходящим поездом, Нина звонит Питу, поднимая его из кровати. Тот отвечает, что попытается перехватить поезд на следующей станции. Запрыгнув на ходу в поезд, Дейв находит купе Джессики. Она клянётся Дейву в любви и даже передаёт ему письменное признание, однако он настаивает на том, чтобы она пошла в полицию и лично во всём созналась. Вроде бы согласившись, Джессика уговаривает Дейва пойти в бар. Она заводит его в товарный вагон, где его хватают Фрэнки и Винс. Джессика просит у Дейва прощения, говоря, что совершила одну ошибку, но не смогла остановиться и всё исправить, и что она слаба. В этот момент поезд останавливается на станции, и Винс вынужден принимать груз вместо связанного им начальника грузового вагона. В этот момент в поезд садится Пит, который вместе с начальником поезда обходит все купе в поисках Дейва. Когда одна из пассажирок жалуется на лай её собаки в товарном вагоне, начальник поезда связывается с проводником грузового вагона, по голосу догадываясь, что ему отвечает не тот человек. Пит врывается в грузовой вагон как раз в тот момент, когда Фрэнки и Винс собираются вытолкнуть Дейва под колёса проходящего мимо поезда. Фрэнки хочет выстрелить в Дейва, но Джессика закрывает его своим телом, и в этот момент Пит убивает гангстера и скручивает Винса. Дейв хочет отблагодарить её, но со словами «я люблю тебя больше, чем думала» Джессика бросается под проходящий мимо поезд.

## В ролях
- Мерл Оберон — Джессика Уоррен
- Лекс Баркер — Дейвид Барретт
- Чарльз Дрейк — Пит Кэрролл
- Джиа Скала — Нина Ферранти
- Уоррен Стивенс — Фрэнки Эдейр
- Филлип Пайн — Винс Бёртон
- Мэри Филд — Рут Макнэб
- Дэн Рисс — Джим Уолш
- Константин Шейн — Боласны
- Стаффорд Репп — Джонни Макнэб
- Тим Салливан — Лу Белден
- Эбнер Биберман — лабораторный техник(в титрах не указан)

## Создатели фильма и исполнители главных ролей
Эбнер Биберман начал голливудскую карьеру в 1936 году как актёр, а начиная с 1954 года, стал работать также как режиссёр. Среди наиболее известных фильмов Бибермана — приключенческий хоррор «Золотая хозяйка» (1954), вестерн «Оружие для труса» (1957) и фильмы нуар «За высокой стеной» (1956) и «Ночной беглец» (1957). Позднее Биберман стал признанным телережиссёром, ставившим эпизоды таких популярных сериалов, как «Сумеречная зона», «Виргинцы» и «Айронсайд».
Как пишет историк кино Артур Лайонс, Мерл Оберон в 1930-40-е годы была мегазвездой, сыграв главные роли в таких фильмах, как «Алый первоцвет» (1934), «Эти трое» (1936), «Грозовой перевал» (1939), «Жилец» (1944) и «Берлинский экспресс» (1948). Однако «к середине 1950-х годов Оберон была понижена до фильмов категории В, и после этой картины она сыграла в немногих фильмах». Как отмечает Лайонс, «интересно, что одним из последних её фильмов был „Отель“ (1967), в котором она сыграла европейскую аристократку, которая нарушает закон в попытке спасти мужа, оказавшегося замешанным в аварии со смертельным исходом».
Лекс Баркер был более всего известен по роли Тарзана, которую он сыграл в пяти фильмах в период 1949—1953 годов, а позднее — по роли Олда Шаттерхэнда в серии западногерманских вестернов первой половины 1960-х годов. Уоррен Стивенс известен по фильмам «Босоногая графиня» (1954) и «Запретная планета» (1956), а Чарльз Дрейк — по фильмам «Харви» (1950) и «Винчестер 73» (1950).

## История создания фильма
Рабочими названиями этого фильма были «Крик невиновного» (англ. Cry Innocent) и «Полночная история» (англ. Midnight Story).
Согласно информации «Голливуд Репортер» от мая 1955 года, историю фильма в 1949 году написал Дик Ирвинг Хайленд. Переработать её в сценарий было поручено Теду Шедерману, однако в титрах в качестве автора сценария фильма указан только Роберт Толлмэн.
Режиссёр фильма Абнер Биберман сыграл в фильме небольшую роль лабораторного техника Клейнмана.

## Оценка фильма критикой

### Общая оценка фильма
Фильм не обратил на себя особого внимания критики, отметивший интересные сюжетные повороты истории, в которой однако слишком много совпадений. Современный историк фильма нуар Спенсер Селби включил его в список картин жанра, написав, что фильм рассказывает о «карьерной женщине, которая пойдёт на любую крайность, чтобы скрыть, что сбила на машине человека». С другой стороны, Сандра Бреннан указывает, что это «драма о человеке, которого ложно обвиняют в совершении двух убийств, после чего на него ведёт охоту как полиция, так и гангстеры».
Анализируя картину, Деннис Шварц пишет, что «этот малый нуар полон сюжетных поворотов и обманных ходов. В нём нет симпатичных персонажей, и он слишком сильно основывается на совпадениях, чтобы все их можно было легко принять. Мощная концовка, в ходе которой погоня за справедливостью ведётся жестокими методами, непредсказуема и страшна, привнося в этот нуар об аморальности дополнительный мрак и цинизм». По мнению Артура Лайонса, «фильм опирается на случайные совпадения ещё больше, чем большинство фильмов нуар, но после первых четырёх, можно простить остальные. Фильм обладает хорошими производственными качествами и достойной актёрской игрой». Майкл Кини со своей стороны отметил, что «фильму удаётся поддерживать интерес вплоть до своего предсказуемого окончания».
Эрик Сомер назвал картину «увлекательным и быстрым нуаром про „не того человека“, где протагонист вынужден выбираться из сети противоречивых обвинений в преступлениях, за которыми стоят деньги и алкоголь». Сомер также обращает внимание на «операторскую работу Ирвинга Глассберга, который предпочитает съёмки с низкой точки и порой нестандартные ракурсы, характерные для нуарового визуального стиля, а иногда объекты в кадре расположены так, что выглядят крупнее или значимее, чем действующие лица».

### Оценка актёрской игры
Актёрская игра в фильме получила неоднозначную оценку. Так, по мнению Шварца, «Мерл Оберон, играя вопреки своему типажу, блистает в роли роковой женщины», однако, по мнению Майкла Кини, «у Оберон были дни и получше». Что же касается Баркера, то он «даёт сдержанную, но порой невыразительную игру». В свою очередь Артур Лайонс считает, что «Баркер играет сдержанно, но приемлемо», то же самое можно сказать о Стивенсе и остальных актёрах. По мнению Сомера, «безжизненная игра двух главных актёров снижает ценность этого фильма».